# Танець
Та́нець, танок — вид мистецтва, у якому художні образи створюються засобами пластичних рухів тіла. У танці відображається емоційно-образний зміст музичних творів. Танець досі існує в традиціях всього людства та протягом історії змінювався, відображаючи культурний розвиток..
Існує дуже багато видів і форм танцю. Народний — яскраве вираження менталітету і творчості кожної нації, віддзеркалення традицій, хореографічної мови, пластичної виразності у поєднанні з музикою. Класичний — це основа мистецтва балету, започаткованого наприкінці XVI століття, яка вимагає спеціальної фізичної та технічної підготовки. Естрадний танець має власну специфіку та служить для підтримки виступу співака відповідного жанру.
За кількістю учасників танці поділяються на сольні, парні та групові. За призначенням — на соціальні, обрядові, сценічні, еротичні тощо.

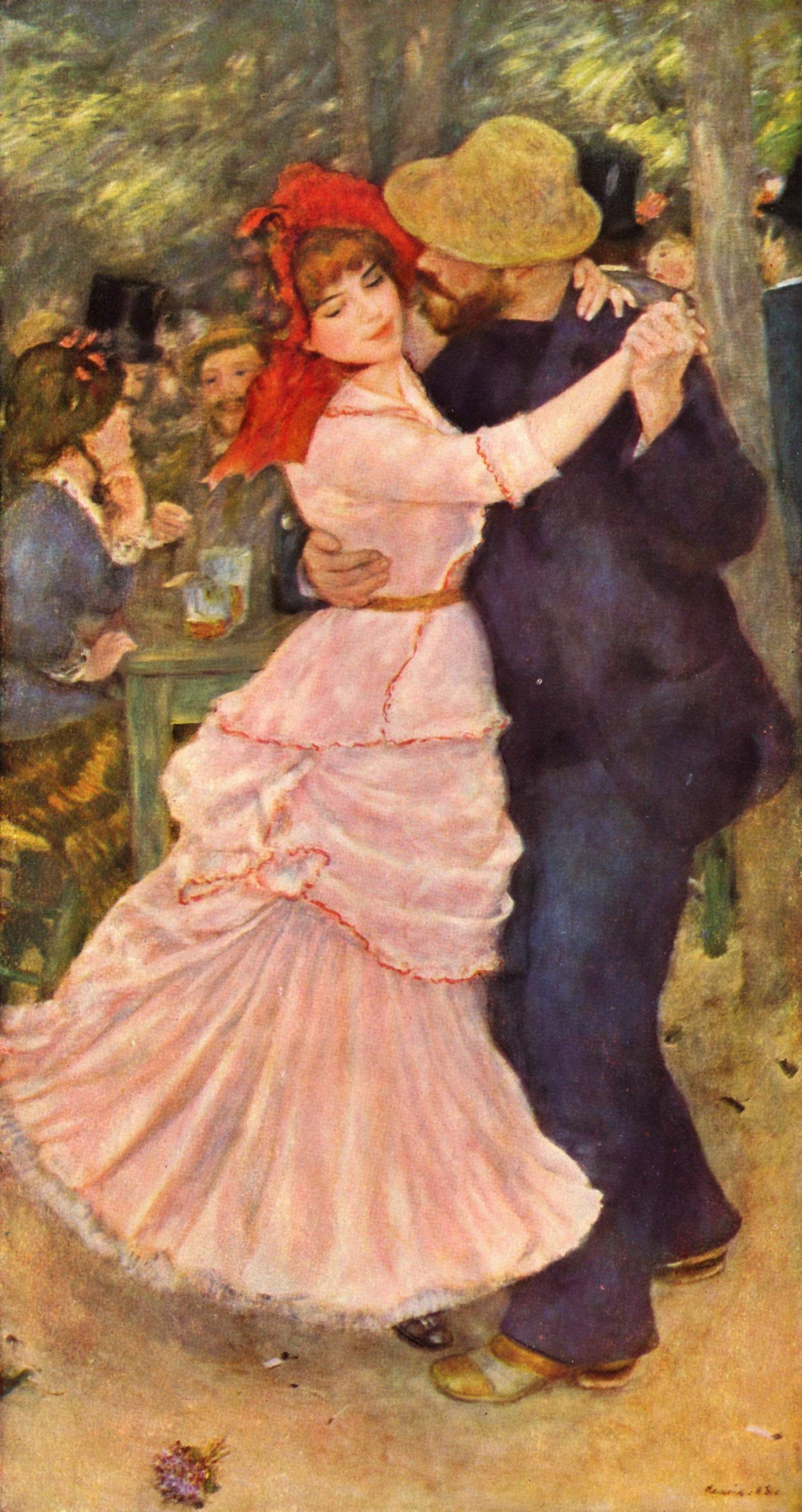
Картина П'єра-Оґюста Ренуара «Танець у Бужівалі»

Музою танцю була Терпсіхора.

## Танець і музика
Зазвичай танець виконується під музику або спів, і розвиток різних видів і напрямків танцю та відповідних музичних жанрів та стилів відбувався одночасно. Для танцювальної музики здебільшого характерний чіткий ритм. Іноді, як, наприклад, у степу чи фламенко, танцюрист сам створює для себе музичний супровід, відбиваючи ритм підборами або використовуючи додаткові засоби: кастаньєт, маракаси тощо.
Музичний ритм містить два елементи: регулярний пульс (тактус), який встановлює темп, та послідовність акцентів, що визначає характерний музичний розмір. Основний пульс — це приблизний час, необхідний для виконання кроку або жесту. Кожен танець має характерний ритм. Наприклад, танго танцюють у розмірі 2/4 і в темпі приблизно 66 ударів на хвилину. Базовий повільний крок виконується за один удар, тобто повний крок правою-лівою відповідає розміру 2/4. Його відраховують як «slow-slow», а складніші кроки — як «slow — quick-quick»..
Музичний ритм визначається чередуванням сильних і слабких тактів, а рухи тіла залежать від напруги й розслаблення м’язів. Зважаючи на це чергування рухів управо-вліво, вперед-назад, вгору-вниз і на парну симетрію людського тіла, не дивно, що значна частина танців і музики мають двійний чи четверний розмір. Однак, через те, що такі рухи потребують більше часу в одній фазі, ніж іншій, як, наприклад, довше треба піднімати молоток, ніж бити, деякі танцювальні ритми природно потрапляють у трійний розмір. Іноді традиційні танці мають складніший ритм. Однак, складні танці, що складаються з фіксованої послідовності кроків, потребують акомпанементу мелодій із чітко визначеною тривалістю.

## Соціальна роль танцю

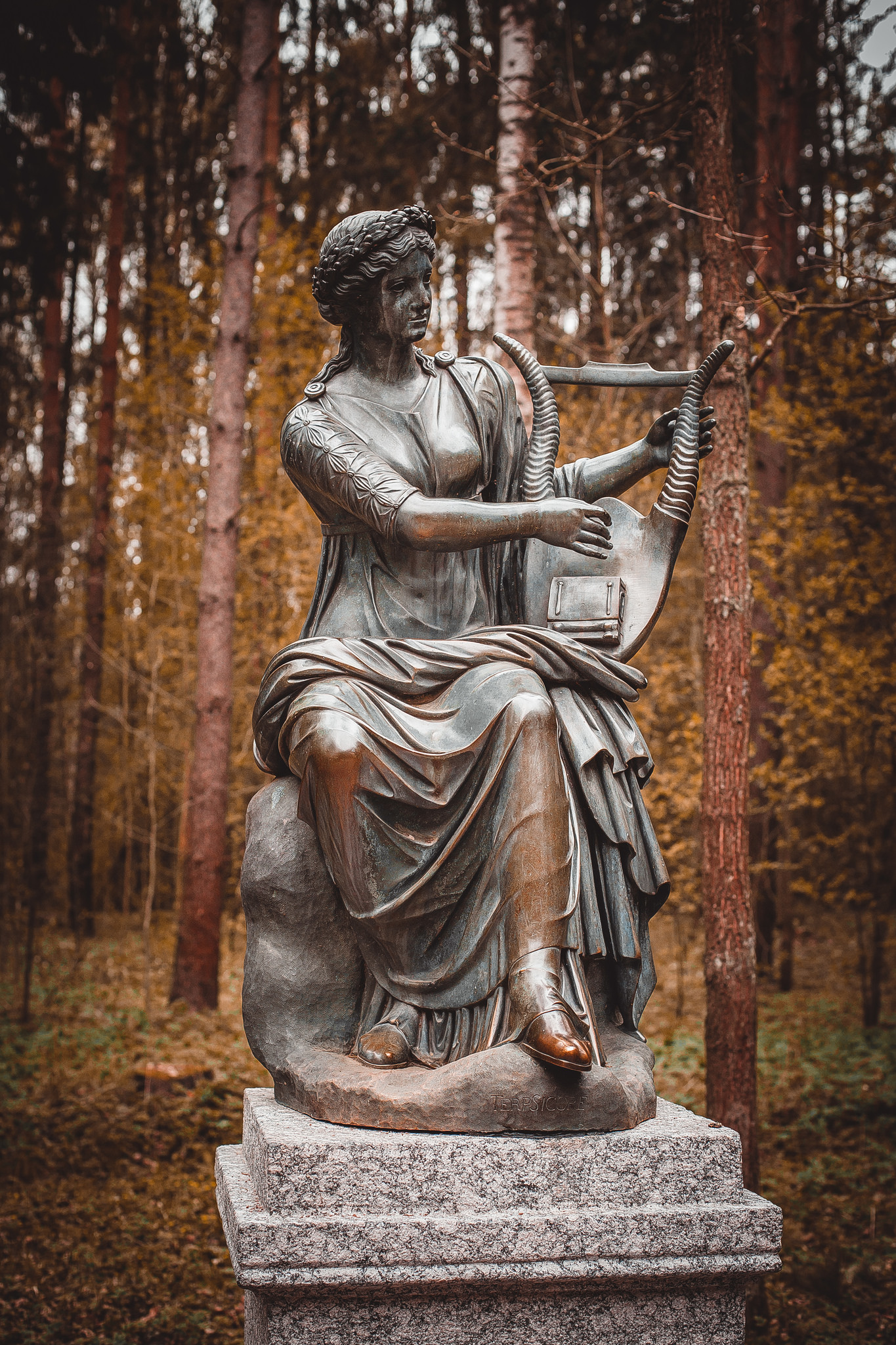
Терпсіхора, муза танцю

Танець споконвіку допомагав людям спілкуватися, весело проводити час з друзями, знайомитися та зустрічатися: на сільських майданах, балах, вечірках, дансингах, дискотеках та в нічних клубах. Для комунікації слугують здебільшого парні танці, які виникли саме з цією метою.

## Види танцю

### Народний танець
Народні танці займають значне місце в культурі кожної нації поряд із піснею та звичаями. Частково танці такого жанру, наприклад, хороводи мають обрядовий характер.
Серед відомих українських народних танців є такі: гопак, метелиця, козачок, тропак, вальс, полька, коломийка, аркан, роман та інші.
А у інших народів світу можна відзначити аркан, жок, жемжурка, класичні індійські танці, танець живота, зіка, краков’як, трепак, лезгинка, болеро, гальярда, фламенко.

### Історичний танець
Історичними танцями називають здебільшого європейські танці, популярні в певну епоху на балах знаті. Багато з цих танців виросли з народних, однак набрали вишуканого культурного стилю. Популярні історичні танці змінювалися з епохами. До них належать павана, гальярда, контрданс, менует, мазурка, полонез, кадриль та інші.

### Балет
Балет — синкретичний вид сценічного мистецтва, вистава із цілісним сюжетом, в якій засобами танцю передаються почуття персонажів. Танець у балеті має свою особливу техніку, якій потрібно довго й змалечку навчатися. На основі балету у 20-му і 21-му столітті розвинулися нові форми, такі, як танц-модерн, сучасний балет, контемпорарі-денс. Мистецтво постановки балету та інших сценічних танців потребує спеціально навчених людей — хореографів, балетмейстерів.
Зазвичай, так само як опера, балет залежить від масштабного наративу. Рухи та жести використовуються для того, щоб відобразити особистість персонажів та тієї ролі, яку вони відіграють у сюжеті.
Ці театральні потреби вимагають довших, вільніших рухів, ніж у ненаративнивних стилях танцю. У 19 столітті, проте, виник білий балет, що дозволяє включення ритмічного танцю, а у 20-му столітті з нього розвинувся повністю безсюжетний балет.
Відомий приклад такого включення — танець лебедят у другій дії «Лебединого озера».
Балет розвинувся з придворних драматичних постановок 16-го та 17-го століття у Франції та Італії, і впродовж тривалого часу танцюристи виконували танці, що виникли з форми музичних сюїт, що використовували ритми танцю. В еру романтичного націоналізму така форма танцю була характерною.
Балет увійшов у моду в романтичну еру разом із великими оркестрами та музичними ідеями, що не відзначалися простотою ритму, та танцем, найважливішою рисою якого було створення драматичного ефекту. Для цього балет використовував те, що отримало назву «ритм і форма» рухів, які разом передавали характер. почуття і наміри, і тільки окремі сцени вимагали точної синхронізації кроків та музики, властивої іншим формам танцю. Як наслідок сучасні європейці, схоже зовсім не можуть осягнути ідею «примітивних танцювальних рухів». Ситуація почала змінюватися у 20 столітті з такими виставами як «Весна священна» Стравінського, в якій нова ритмічна мова збуджує первісні почуття первісного минулого.

### Бальні танці
Бальні танці — різновид танців із партнером, які танцюють як для задоволення на балах та вечірках, так і на танцювальних змаганнях.
До програми міжнародних спортивних змагань входять десять танців, розділених на дві програми — стандартну і латиноамериканську.
- Стандартна програма
  - повільний вальс
  - квікстеп (швидкий фокстрот)
  - танго
  - фокстрот
  - віденський вальс
- Латиноамериканська програма
  - ча-ча-ча
  - джайв
  - румба
  - самба

### Свінг
Свінгові танці увійшли в моду у 20-х роках 20 ст. разом із музикою в стилі свінг, однак своїм корінням вони завдячують танцям американців африканського походження, що танцювалися на плантаціях США ще в 19 ст. Помилково вважається, що для цих танців характерний високий темп та швидка робота ніг, насправді вони охоплюють майже усі музичні темпи. Так, блюз виконують у темп від 50 ударів на хвилину, а шег, бальбоа та лінді хоп іноді сягають темпу у 320 та більше ударів. У 1920-х роках з'явилися також різновиди, популярні серед білого населення Сполучених Штатів: чарлстон, бальбоа, іст-кост свінг. Тридцяті роки стали свідками буму лінді хопу, одного з найрізноманітніших танців. Він виконується під майже будь-яку за темпом свінгову музику, але слави набрав за швидке енергійне виконання та введення у малюнок танцю акробатичних елементів. Свінгових танцюристів називали в США джитербагерами (від jitter bug — жуки, що смикаються). Під впливом американського свінгу з початком рок-н-рольної ери в Європі склалися свої свінгові стилі танцю — бугі-вугі, джайв, акробатичний рок-н-рол. У сучасній Америці набув популярності вест-кост свінг.
Свінгові танці, наразі переживають другий період популярності, число любителів танцю перевищує кілька мільйонів. У масовій культурі свінгові танці часто ставляться як сценічні й використовуються в кіно та на телебаченні.

### Танці Латинської Америки
Латинська Америка дала світу свою особливу музичну й танцювальну культуру. Латиноамериканські танці ще з початку 20 ст. почали проникати в Європу й Північну Америку. Чимало з них у видозміненій формі увійшли до латиноамериканської програми бальних танців. Інші, хоча не кодифіковані, були й залишаються популярними на танцювальних майданчиках.
Аргентина дала світу танго. В самій країні танцюють аргентинське танго, відмінне за технікою й стилем від європейського танго, що розвинулося під його впливом, попри те, що обидва танці танцюються під одну музику.
Бразилія відома самбою — музичним стилем і танцем. Як і у випадку із танго, бразильська самба відрізняється за технікою виконання від кодифікованої бальної самби. В Бразилії виникло також танцювально-бойове мистецтво капоейра.
Велика кількість танців зародилася на Кубі, яка до революції була надзвичайно популярним курортом для багатих американців, що шукали нових розваг. Румба і ча-ча-ча згодом були кодифіковані й стали частиною латиноамериканської програми бальних танців. Свого часу були популярними й інші танці кубинського походження: мамбо, сальса.
Домініканська Республіка — батьківщина бачата і меренге.
Національний танець Перу — Марінера.

### Вуличний танець
Загальна назва вуличний танець ({{lang-en|street dance) обіймає всі стилі сучасного танцю, що розвинулися за межами танцювальних студій та шкіл: на вулицях, шкільних подвір'ях, у нічних клубах. Вуличні танці часто імпровізаційні та соціальні за своїм призначенням.
Серед стилів вуличного танцю
- Hip-hop
- Брейк-данс
- Поппінг
- Локінг
- Нью-стайл
- Хауз
- крампінг
- C-walk
- DnB step

### Хастл
- Хастл
  - спортивний хастл/диско-фокс/диско-свінг
  - хастл фрістайл
  - хастл джек-н-джилл
  - шоу-хастл
  - ледіс-хастл
  - дабл-хастл

### Ритуальний танець
Ритуальні танці виконуються під час церемоній та ритуалів. Для них характерна строга форма, в якій кожен рух танцюриста має певне символічне значення. Прикладом ритуального танцю є новозеландська хака, яку популяризували у всьому світі новозеландські регбісти.
- зар
- зикр
- Сама
- Кечак
- Сакральний танець
- Священні рухи Гурджиєва

### Еротичні танці
- Стриптиз

### Сучасний танець
- Вільний танець
  - Музичні рухи
- танець модерн
  - джаз-модерн
- контемпорарі-денс
- контактна імпровізація
- буто
- Hip-Hop
- House[en]
- Trance
- Тектонік
- Strip-dance
- Go-Go
- Джампстайл
- Шафл
- DnB step
- Girls Style
  - варс (модний у Польщі та Чехії в 1970-х)

## Професії

### Танцюристи
Професійні танцюристи зазвичай працюють за контрактом або для конкретних виступів чи постановок. Професійне життя танцюриста — це, як правило, постійно мінливі робочі ситуації, сильний конкурентний тиск і низька оплата праці. Тому професійні танцюристи часто змушені вдаватися до додаткових доходів, щоб досягти фінансової стабільності. У США багато професійних танцюристів є членами профспілок (таких, як Американська гільдія музичних артистів, Гільдія кіноакторів та Асоціація акторської майстерності), які встановлюють умови праці та мінімальні зарплати для своїх членів. Професійні танцюристи повинні володіти великим атлетизмом.  Щоб зробити успішну кар'єру, бажано володіти багатьма стилями танцю, мати сильну технічну підготовку і використовувати інші форми фізичної підготовки, щоб залишатися у формі й бути здоровим.

### Вчителі
Викладачі танців, як правило, займаються навчанням танцювального мистецтва, або тренують танцюристів, які беруть участь у змаганнях, або і те, і інше. Як правило, вони мають досвід виступів у тих видах танцю, які викладають або тренують. Наприклад, викладачі та тренери танцювального спорту часто є танцюристами турніру або колишніми спортсменами танцювального спорту. Викладачі танців можуть працювати на себе, або працювати в танцювальних школах чи загальноосвітніх закладах із танцювальними програмами. Деякі працюють в університетах або інших навчальних закладах, пов'язаних із професійними групами класичного танцю (наприклад, балету) або сучасного танцю. Інші працюють у невеликих приватних танцювальних школах, що пропонують навчання танцям і тренування з різних видів танцю.

### Хореографи
Хореографи — ті, хто розробляє танцювальні рухи в танці, вони часто мають профільну освіту і, як правило, найняті для конкретних проєктів або, рідше, можуть працювати за контрактом як постійні хореографи в певній танцювальній трупі.

## Конкурси
Танцювальний конкурс — організований захід, на якому учасники виконують танці перед суддею або суддями, щоб отримати нагороди, а в деяких випадках і грошові призи. Існує кілька основних типів танцювальних конкурсів, що відрізняються насамперед стилем або стилями танців, що виконуються. Танцювальні змагання — чудова можливість налагодити зв'язки з провідними викладачами, суддями, хореографами та іншими танцюристами зі студій-конкурентів. Типовий танцювальний конкурс для молодих танцюристів-початківців може тривати від двох до чотирьох днів, залежно від того, чи є він регіональним або національним.
Мета танцювальних змагань полягає в тому, щоб надати танцюристам можливість розважитися і навчитися, а також показати на сцені свої хореографічні постановки з поточного танцювального сезону. Часто змагання відбуваються на професійному майданчику, але можуть проходити й в інших місцях, наприклад, у залі університету. Результати танцюристів оцінює авторитетне журі та виставляє їм оцінки. Що стосується конкурсних категорій, то більшість конкурсів визначають свої категорії залежно від стилю танцю, віку, рівня досвіду та кількості танцюристів, які беруть участь у програмі. Основні типи танцювальних конкурсів включають:
- Танцювальний спорт, який зосереджений виключно на бальних та латиноамериканських танцях.
- Конкурсний танець, в якому дозволені різні стилі танцю, такі як акробатика, балет, джаз, хіп-хоп, ліричний, степ і чечітка. Конкурсний танець, в якому дозволені різні стилі театрального танцю, такі як акробатика, балет, джаз, хіп-хоп, ліричний, степ і чечітка.
- Комерційний танець, що складається з хіп-хопу, джазу, локінгу, попінгу, брейк-дансу, сучасного танцю тощо.[16]
- Змагання з одного стилю, такі як шотландський танець, танцювальна команда та ірландський танець, які допускають лише один стиль танцю.
- Відкриті конкурси, які допускають широке розмаїття танцювальних стилів. Прикладом цього є телевізійна програма «Танцюють всі!».
- Відкриті конкурси, які допускають широке розмаїття танцювальних стилів. Прикладом цього є телевізійна програма «Так ти думаєш, що вмієш танцювати».
- Олімпійський танець намагається стати частиною олімпійського спорту з 1930-х років.

## Танцювальна дипломатія
Протягом 1950-х і 1960-х років культурний обмін танцями був поширеною рисою міжнародної дипломатії, особливо серед країн Східної та Південної Азії. Китайська Народна Республіка, наприклад, розробила формулу танцювальної дипломатії, яка мала на меті вивчити та висловити повагу до естетичних традицій нещодавно незалежних держав, що були колишніми європейськими колоніями, таких як Індонезія, Індія та Бірма, як прояв антиколоніальної солідарності.